# Franz von Defregger

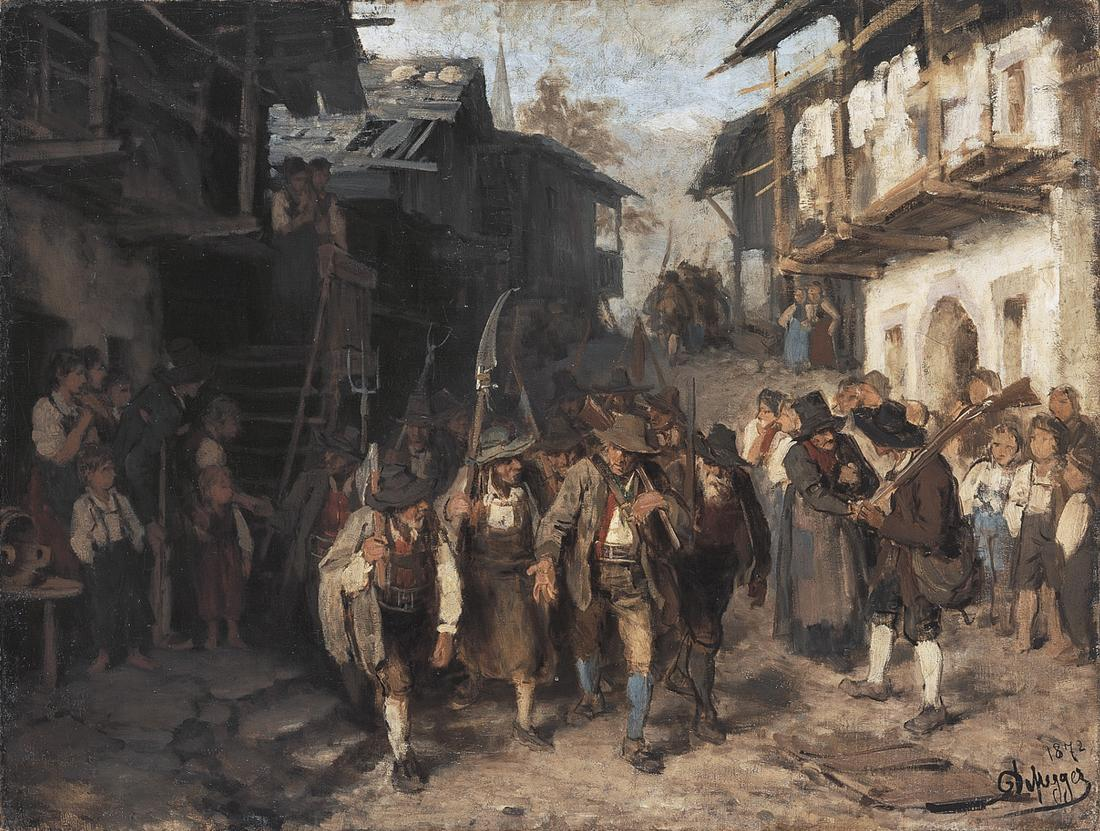
Bunt, 1872, Nowa Pinakoteka, Monachium

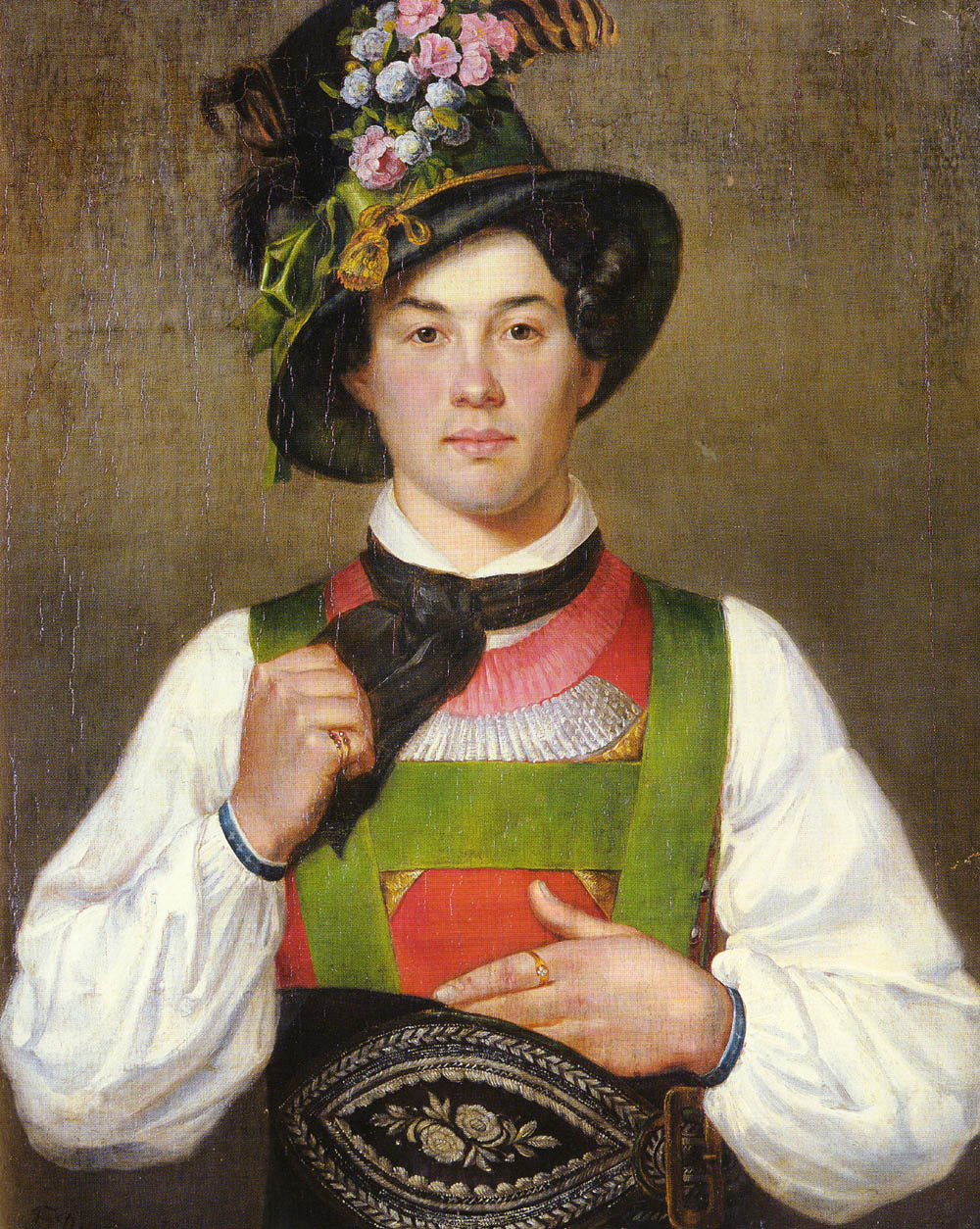
Młody mężczyzna w stroju tyrolskim, 1872

Franz Jacob von Defregger (ur. 30 kwietnia 1835 w Stronach w Tyrolu, zm. 2 stycznia 1921 w Monachium) – austriacki malarz akademicki.
Urodził się w rodzinie bogatego chłopa, po śmierci ojca sprzedał gospodarstwo i rozpoczął studia artystyczne. Uczył się w Innsbrucku, Monachium i Paryżu, jego nauczycielami byli m.in. Cornelius Hermann Anschütz, Herman Dyck i Carl Theodor von Piloty. Debiutował po 1865 i szybko zdobył popularność, w latach 1878–1910 był profesorem Akademii Sztuk Pięknych w Monachium. W 1883 roku otrzymał tytuł szlachecki, w 1905 odznaczony Pour le Mérite za Naukę i Sztukę.
Franz von Defregger uprawiał malarstwo rodzajowe i historyczne. Najczęściej przedstawiał sceny z życia tyrolskiej wsi, odznaczające się pieczołowitością w oddaniu szczegółów. Często poruszał temat tyrolskich walk o niepodległość, rzadziej malował portrety i pejzaże.
Został pochowany na Cmentarzu Północnym w Monachium.

## Wybrane prace
- Portret Rosy Aicher von Aichenegg, 1866,
- Zapaśnicy na ringu w Tyrolu, 1870,
- Węglarze w szałasie pasterskim, 1880,
- Ulica w Wartenbergu, 1875.